# 上条明峰
上条 明峰（かみじょう あきみね、1975年9月13日 - ）は、日本の漫画家。神奈川県出身。

## 略歴
姉の影響で漫画を描き始め、アマチュア時代は「伯明華」名義で同人活動をしていた。大学卒業後に漫画を書くのをやめ就職を考えていた矢先、コミックマーケットにて現在の担当に声をかけられ、今に至る。
高橋留美子のアシスタント経験（2か月）あり。1999年、『SAMURAI DEEPER KYO』で『週刊少年マガジン』（講談社）からデビュー。同作が2002年にテレビアニメ化を果たす。
2007年、『週刊少年マガジン』にて『しろがねの鴉』を連載。2008年、『CØDE:BREAKER』を連載開始。2012年に同作がテレビアニメ化となる。2014年、『イブニング』にて『たんさんすいぶ』を連載開始。2017年、『週刊ヤングマガジン』にて『小林少年と不逞の怪人』を連載開始。2023年、『週刊少年マガジン』にて『獣心のカタナ』を連載開始。

## 作品リスト

### 漫画作品
- SAMURAI DEEPER KYO[8]（『週刊少年マガジン』1999年26号[9] - 2006年23号[10]）
- しろがねの鴉（『週刊少年マガジン』2007年26号[4] - 2007年51号[4]）
- CØDE:BREAKER（『週刊少年マガジン』2008年28号[11] - 2013年33号[12]）
- たんさんすいぶ（『イブニング』2014年12号[5] - 2016年4号[13]）
- 小林少年と不逞の怪人（作画担当、原作：江戸川乱歩、『週刊ヤングマガジン』2017年52号[6] - 2018年45号[14]）
- 獣心のカタナ（『週刊少年マガジン』2023年48号[7] - 2024年41号[15]）

### 書籍
- 『SAMURAI DEEPER KYO』、講談社〈講談社コミックス〉1999年 - 2006年、全38巻
  - （文庫版）講談社〈講談社漫画文庫〉2012年 - 2013年、全18巻
- 『しろがねの鴉』、講談社〈講談社コミックス〉2007年 - 2008年、全3巻
- 『CØDE:BREAKER』、講談社〈講談社コミックス〉2008年 - 2013年、全26巻
- 『たんさんすいぶ』、講談社〈イブニングKC〉2014年 - 2016年、全5巻
  1. 2014年8月22日発売[16]、ISBN 978-4-06-354529-6
  2. 2014年12月22日発売[17]、ISBN 978-4-06-354551-7
  3. 2015年4月23日発売[18]、ISBN 978-4-06-354559-3
  4. 2015年8月21日発売[19]、ISBN 978-4-06-354581-4
  5. 2016年3月23日発売[20]、ISBN 978-4-06-354613-2
- 『小林少年と不逞の怪人』、原作：江戸川乱歩、講談社〈ヤンマガKC〉2017年 - 2018年、全5巻
- 『獣心のカタナ』、講談社〈講談社コミックス〉2024年、全5巻
  1. 2024年1月17日発売[21]、ISBN 978-4-06-534246-6
  2. 2024年4月17日発売[22]、ISBN 978-4-06-535180-2
  3. 2024年6月17日発売[23]、ISBN 978-4-06-535780-4
  4. 2024年8月16日発売[24]、ISBN 978-4-06-536517-5
  5. 2024年11月15日発売[25]、ISBN 978-4-06-537427-6

### その他
- さよなら絶望先生（テレビアニメ、2007年）第2話エンドカード
- 閃光のナイトレイド（テレビアニメ、2010年）キャラクター原案[26]
- アルスラーン戦記 風塵乱舞（テレビアニメ、2016年）第7話エンドカード

## 師匠
- 高橋留美子[要出典]